# Primeiro Concílio de Braga
O I Concílio de Braga (em latim, Concilium Bracarense Primum, "Primo Concílio de Braga") foi um concílio plenário católico, regional, calcedoniano, que teve lugar na cidade homónima do Norte de Portugal (então capital do reino dos Suevos), a 1 de Maio de 561, onde esteve presente o rei Ariamiro, os bispos do então Reino Suevo e os demais presbíteros e ministros da fé, tendo sido presidido por Lucrécio, arcebispo metropolitano de Braga. A ele acudiram os bispos do então Reino da Galécia, que havia incorporado partes da antiga Lusitânia: 
- 1. Lucrécio (Braga)
- 2. André (Iria)
- 3. Martinho (Dume)
- 4. Coto[nota 1]
- 5. Hilderico
- 6. Lucêncio (Conímbriga, figurando também no II Concílio de Braga)[8][9][10]
- 7. Timóteo
- 8. Malioso (provavelmente Mailoc, de Britónia[11][12], figurando também no II Concílio)[13]

Teve o apoio e confirmação posterior por parte do papa Inocêncio III, e declarou anátema todos aqueles que acreditassem em doutrinas de tipo maniqueísta, como os priscilianistas.